# Nutter Fort
Nutter Fort és una població dels Estats Units a l'estat de Virgínia de l'Oest. Segons el cens del 2000 tenia 1.686 habitants.

## Demografia
Segons el cens del 2000, Nutter Fort tenia 1.686 habitants, 793 habitatges, i 470 famílies. La densitat de població era de 731,4 habitants per km².
Dels 793 habitatges en un 21,7% hi vivien nens de menys de 18 anys, en un 44,9% hi vivien parelles casades, en un 11,1% dones solteres, i en un 40,7% no eren unitats familiars. En el 35,6% dels habitatges hi vivien persones soles el 16,6% de les quals corresponia a persones de 65 anys o més que vivien soles. El nombre mitjà de persones vivint en cada habitatge era de 2,12 i el nombre mitjà de persones que vivien en cada família era de 2,72.
Per edats la població es repartia de la següent manera: un 18,2% tenia menys de 18 anys, un 8,1% entre 18 i 24, un 27,5% entre 25 i 44, un 26,3% de 45 a 60 i un 20% 65 anys o més.
L'edat mediana era de 42 anys. Per cada 100 dones de 18 o més anys hi havia 85,6 homes.
La renda mediana per habitatge era de 30.163 $ i la renda mediana per família de 39.318 $. Els homes tenien una renda mediana de 26.855 $ mentre que les dones 18.816 $. La renda per capita de la població era de 18.431 $. Entorn de l'11,6% de les famílies i el 14,3% de la població estaven per davall del llindar de pobresa.

## Poblacions més properes
El següent diagrama mostra les poblacions més properes.